# مستدمية مصرية
مستدمية مصرية (الاسم العلمي:Haemophilus aegyptius) هي نوع من البكتيريا تتبع جنس المستدمية من فصيلة الباستوريلات.